# قطار الضواحي

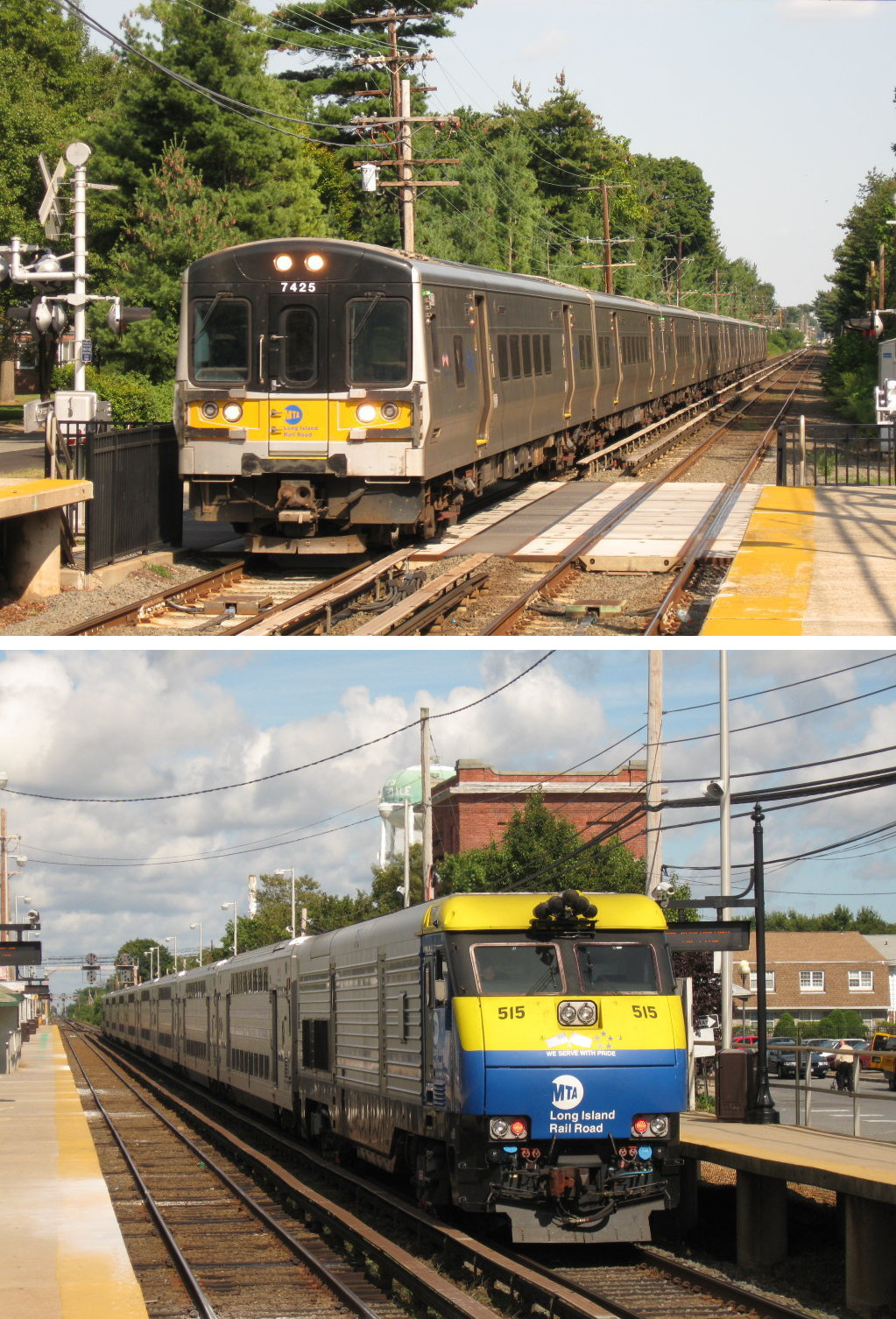

يستخدم القطار المحلي لنقل الركاب والبضائع ضمن نطاق محلي أي بين المدن والمناطق المحيطة بها. وعادة ما يكون أبطا من القطارات السريعة التي تربط بين المدن وعادة ما يتوقف بتواتر أكبر من القطارات السريعة. كما أن أجور التعرفة تكون أقل من أجور التعرفة للقطارات السريعة.

## مثال علىالقطارالمحلي في مدينةبرلين.
يوجد العديد من مسارات القطارات المحلية التي تقطع مدينة برلين من الشرق إلى الغرب ومن الجنوب إلى الشمال، مارةً بمركز المدينة أو بالمناطق الرئيسية. 